# St-Aspais (Melun)

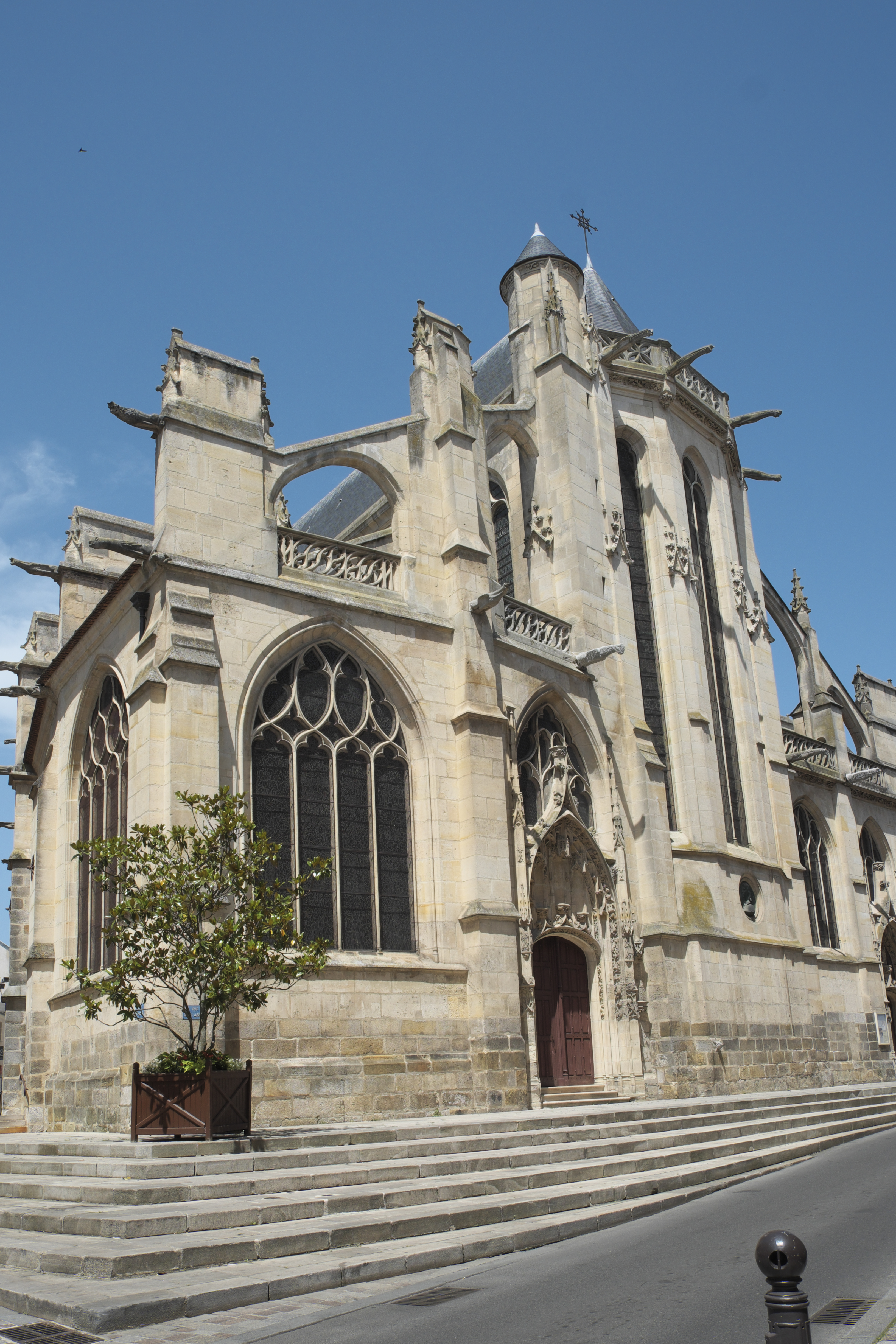
Pfarrkirche Saint-Aspais

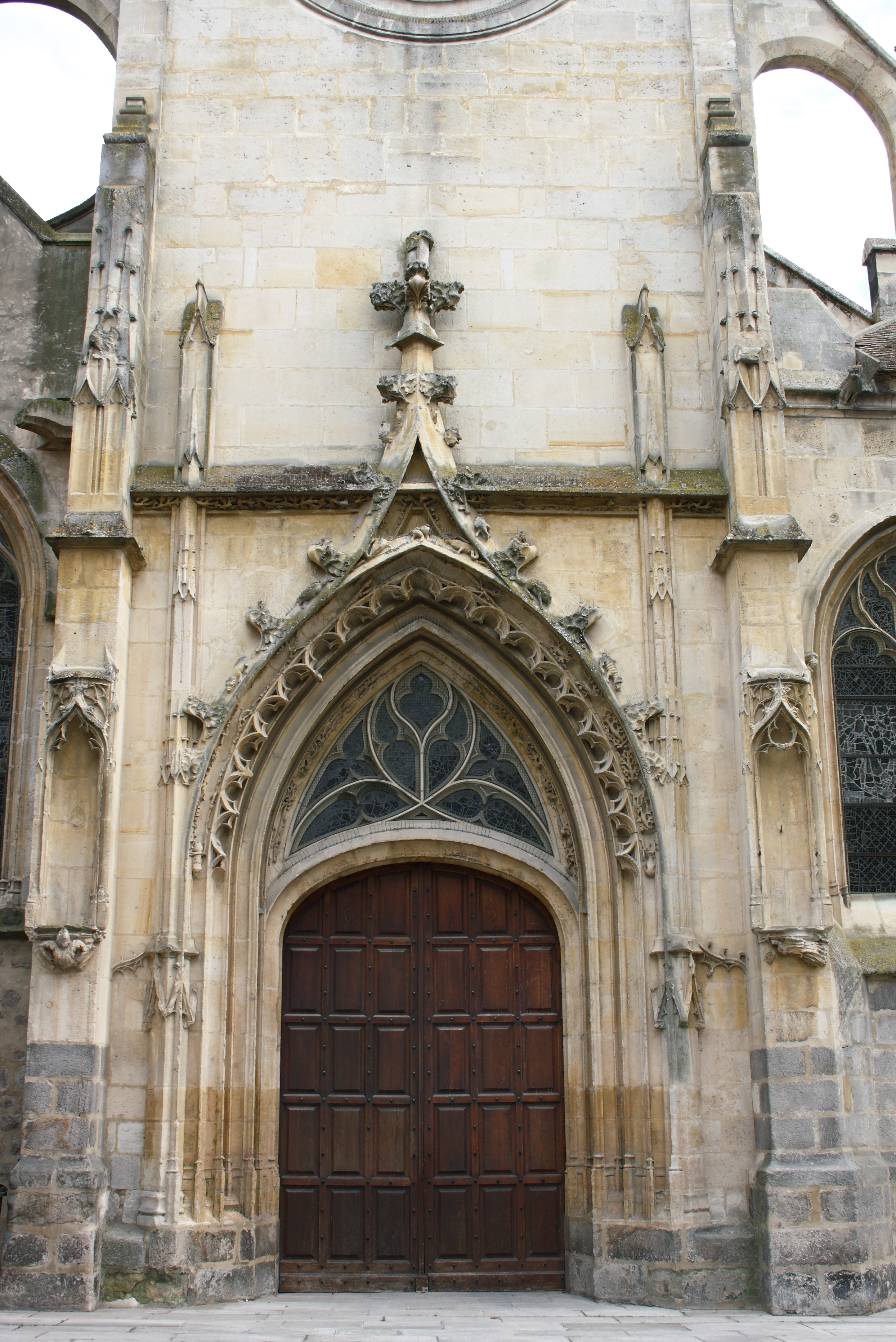
Westportal

Die katholische Pfarrkirche Saint-Aspais in Melun, einer Gemeinde im Département Seine-et-Marne in der französischen Region Île-de-France, wurde im 15. Jahrhundert im Stil der Flamboyant-Gotik errichtet. Die dem heiligen Aspasius von Melun geweihte Kirche wurde 1914 als Monument historique in die Liste der Baudenkmäler in Frankreich (Base Mérimée) aufgenommen. Die Bleiglasfenster aus der Renaissance wurden bereits 1906 unter Denkmalschutz gestellt.

## Geschichte
Ein Vorgängerbau der heutigen Kirche ist bereits ab dem Jahr 1080 belegt. 1420 wurde bei der Belagerung durch die Engländer während des Hundertjährigen Krieges der Glockenturm schwer erschüttert, 1468/69 wurde er neu aufgebaut.
Ende des 15. Jahrhunderts war die alte Kirche zu klein geworden und man entschloss sich zu einem Neubau. Langhaus und Westfassade wurden 1506 errichtet. 1517 wurde Jehan de Felin, der einige Jahre zuvor in Paris die Kirche Saint-Jacques-de-la-Boucherie errichtet hatte, als Baumeister berufen. Unter seinem Nachfolger wurden die Bauarbeiten zehn Jahre später abgeschlossen.
Nachdem 1598 und 1673 die Gewölbe teilweise eingestürzt waren, leitete der Architekt Daniel Gittard ab 1675 den Wiederaufbau. Nach einem weiteren Einsturz, der sich im Jahr 1677 ereignet hatte, übernahm Nicolas Sueur die Leitung der Bauarbeiten.
Während der Französischen Revolution wurde die Kirche von 1793 bis 1797 als Salpeterfabrik zweckentfremdet. In den Jahren 1868/69 wurde eine umfangreiche Restaurierung durchgeführt und an der Nordseite der Kirche eine Sakristei angebaut. Im August 1944, bei den Kämpfen um die Befreiung der Stadt von der deutschen Besatzung, erlitt die Kirche erheblichen Schaden. Über zehn Jahre zog sich die Wiederherstellung hin. Die letzte Renovierung erfolgte 1991.

## Architektur

### Außenbau
An der Westfassade erhebt sich über dem ersten nördlichen Joch der Glockenturm. Der Chor, hinter dem eine der Hauptachsen von Melun verläuft, ragt kaum über die Seitenschiffe hinaus. In den Seitenschiffen sind, rechts und links vom Chor, im Stil der Flamboyant-Gotik gestaltete Portale eingeschnitten. Beide Portale werden von Baldachinen überspannt, die von krabbenbesetzten Kreuzblumen bekrönt sind.

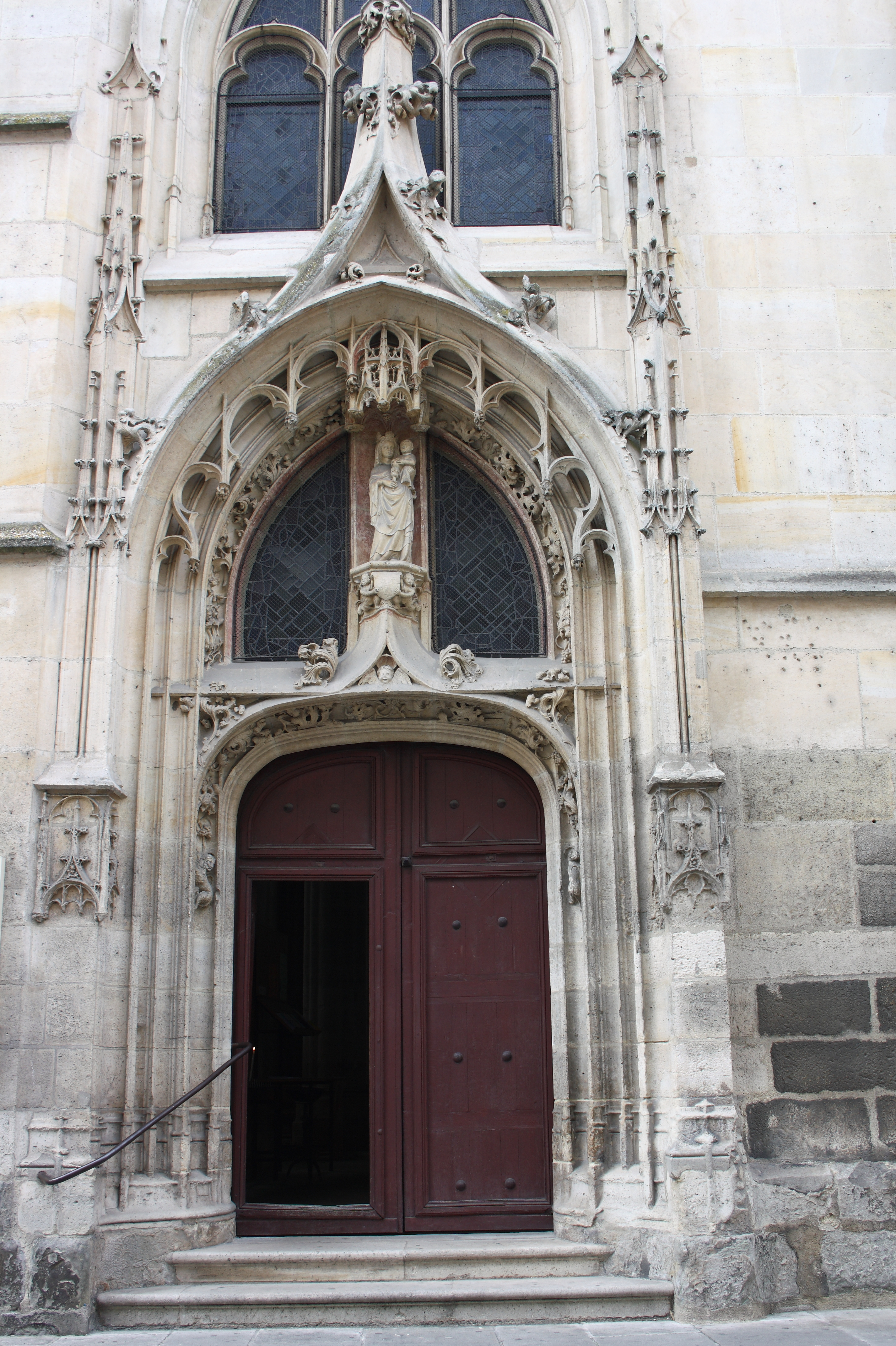
Porte au Coq

- Rechtes Seitenportal (Porte au Coq)

Gegenüber dem Portal befand sich ehemals das Hôtel du Coq, ein nicht mehr vorhandenes Gebäude. In der Mitte des Tympanons ist in einer Nische die Skulptur einer Madonna mit Kind aufgestellt.
- Linkes Seitenportal

In das Tympanon des linken Seitenportals sind drei Figurennischen eingeschnitten, von denen nur noch die mit Blattwerk verzierten Sockel und die filigranen Baldachine erhalten sind. Die Archivolten sind mit durchbrochenen Maßwerkbögen besetzt, Weinranken schlingen sich um musizierende Engel und Fabelwesen.

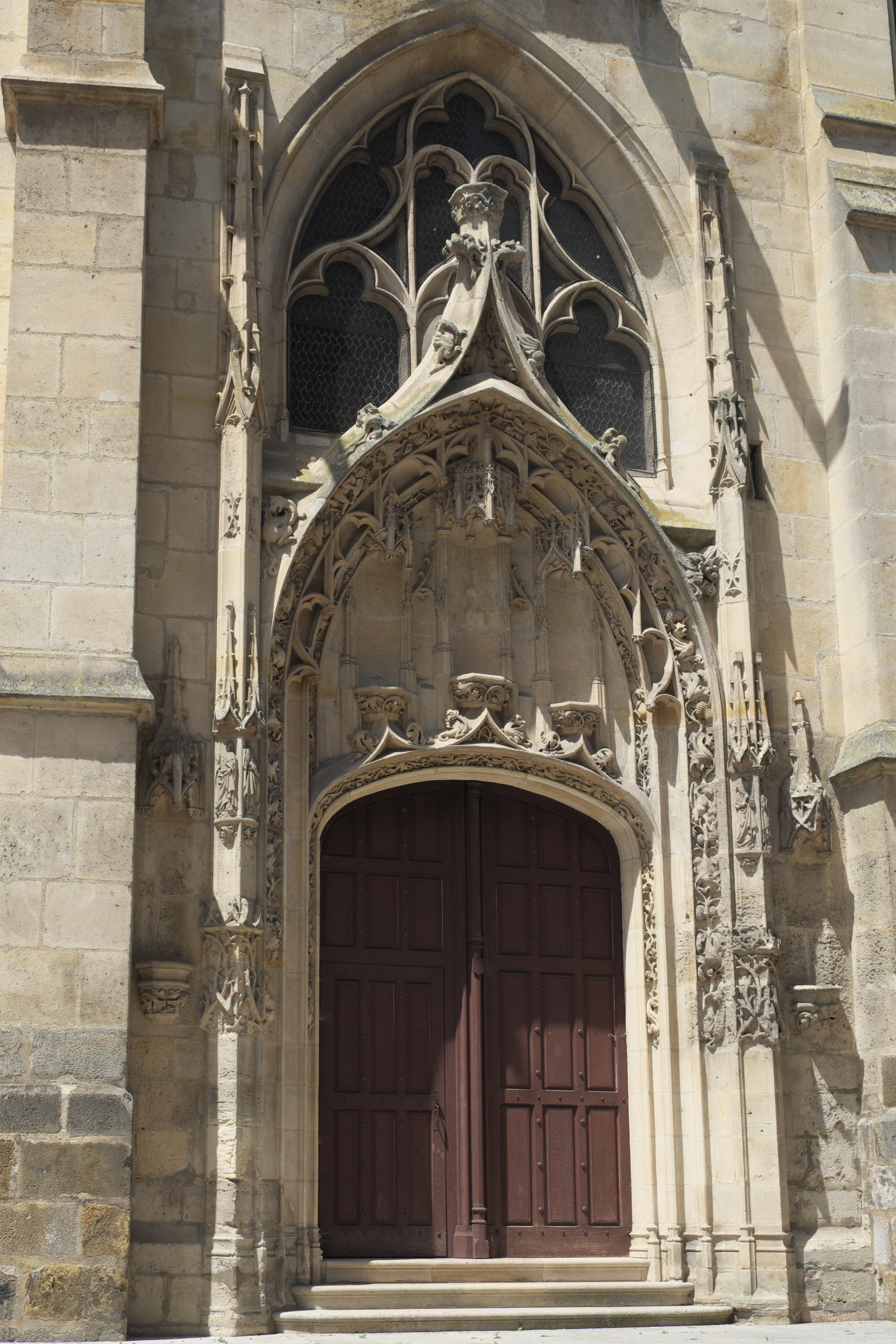
Linkes Seitenportal am Chor
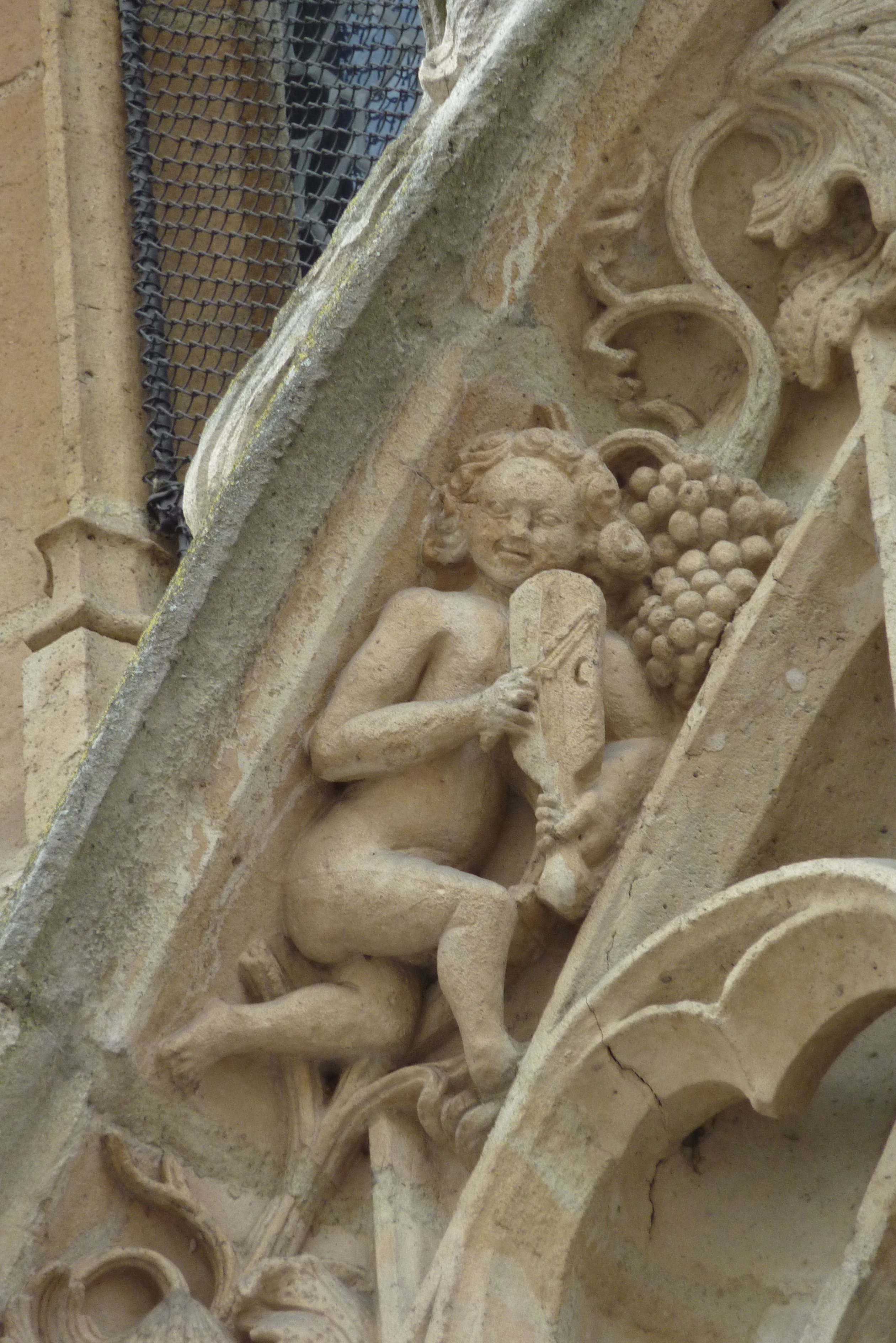
Dekor des linken Seitenportals am Chor
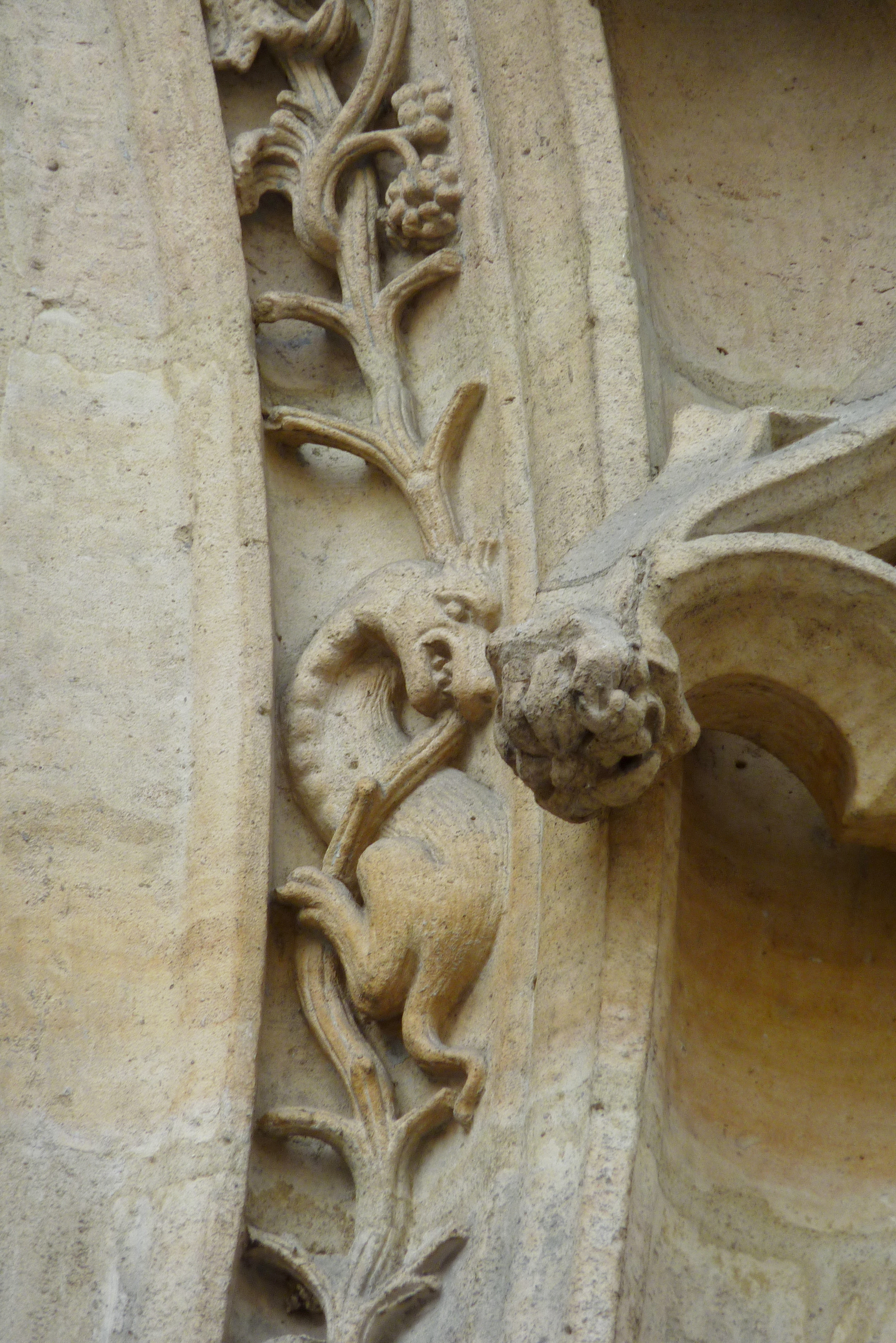
Dekor des linken Seitenportals am Chor
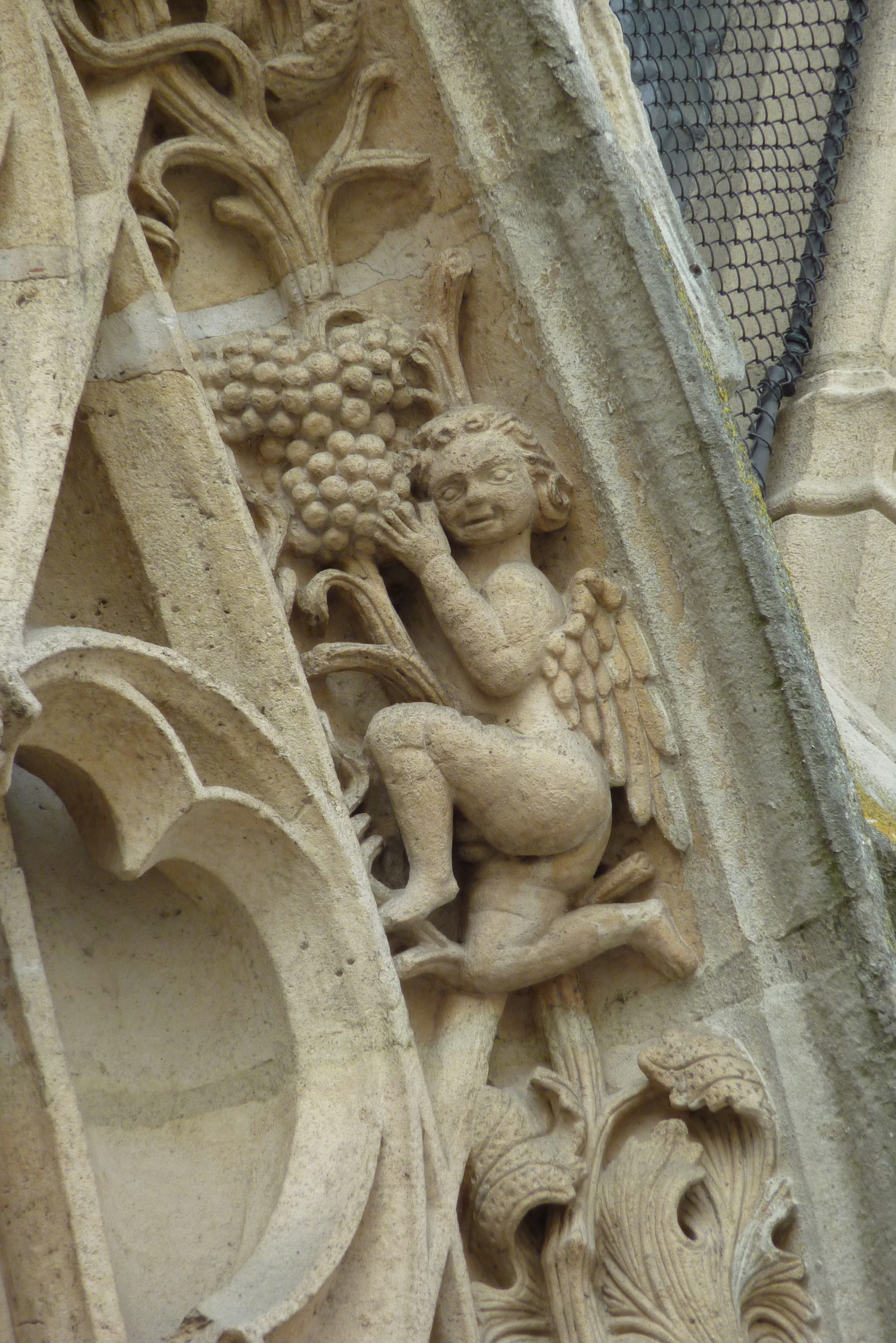
Dekor des linken Seitenportals am Chor

### Innenraum
Die Kirche ist über einem ungleichmäßigen, trapezförmigen Grundriss errichtet. Das Langhaus ist in vier Joche gegliedert und besitzt an seiner breitesten Stelle fünf Schiffe. Es geht ohne Querhaus in den Chor über. Der zweigeschossige Aufriss mit Arkadenzone und Obergadenfenstern entspricht den zur gleichen Zeit in Paris im Stil der Gotik erbauten Kirchen.
Im südlichen Seitenschiff sind drei gotische, von einem Dreipassbogen gerahmte Piscinas in Wandnischen eingebaut. An einem Pfeiler des nördlichen Seitenschiffs befindet sich eine weitere, stark beschädigte Piscina, die im Stil der Renaissance mit Arabesken verziert ist.
Die Schlusssteine des Gewölbes sind ebenfalls mit Renaissancedekor versehen.

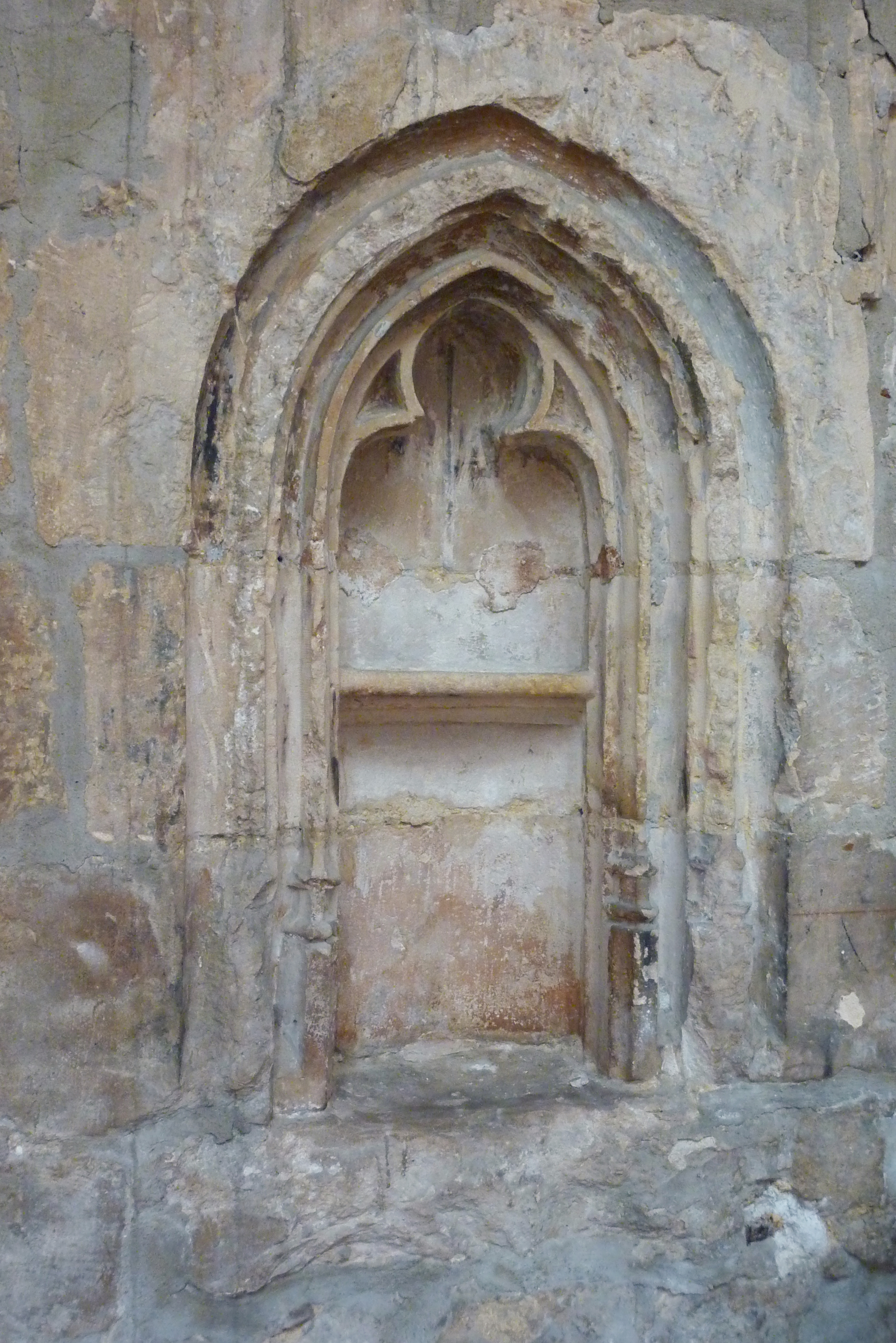
Piscina
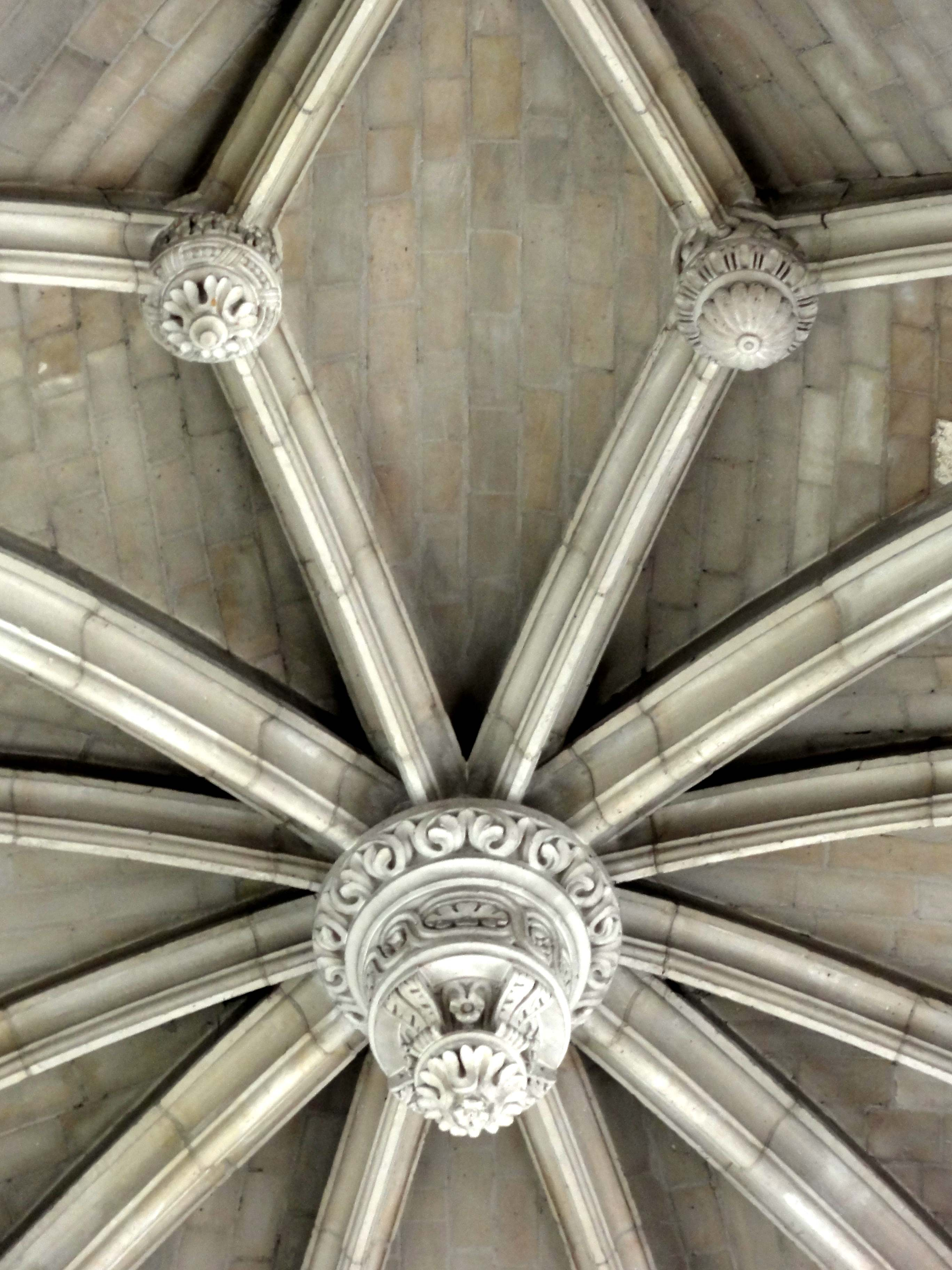
Schlusssteine

## Bleiglasfenster
Die um 1530 eingebauten Fenster werden der Werkstatt von Jean Chastellain zugeschrieben werden. Ein Teil der Fenster wurde beim Einsturz des Chorgewölbes im Jahr 1677 zerstört. Während des Zweiten Weltkrieges wurden die Fenster ausgebaut und in den Jahren 1950 bis 1968 von der Glasmalerei Jean-Jacques Grüber in Paris restauriert und wieder eingesetzt.
- Apsisfenster

Die linke Lanzette des Apsisfensters (Fenster 1) ist der Erschaffung der Welt gewidmet. Auf der rechten Lanzette (Fenster 2) werden die Erschaffung des Menschen, der Sündenfall und der Totschlag Abels durch seinen Bruder Kain dargestellt. Die Scheiben der mittleren Lanzette (Fenster 0) schildern Episoden nach der Auferstehung Jesu wie der ungläubige Thomas legt seinen Finger in die Wunde Jesu, die Emmausjünger, Jesus erscheint Maria Magdalena (Noli me tangere). Die letzte Szene geht vermutlich auf einen Entwurf des Malers Jean Cousin des Älteren (um 1490–um 1560) zurück. Die untere Szene, in der Jesus seine Mutter Maria segnet, wurde im 17. Jahrhundert ergänzt.

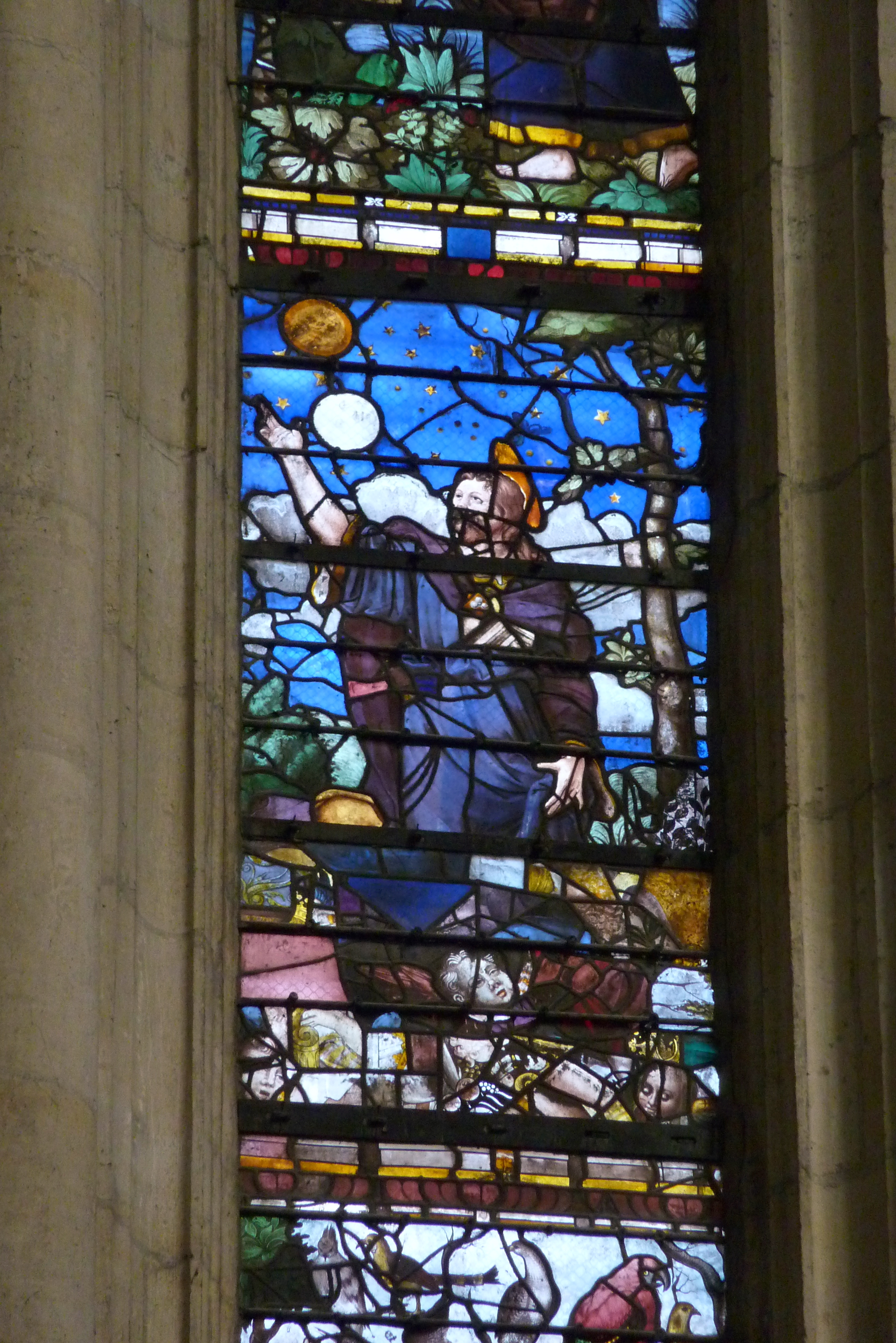
Erschaffung der Gestirne
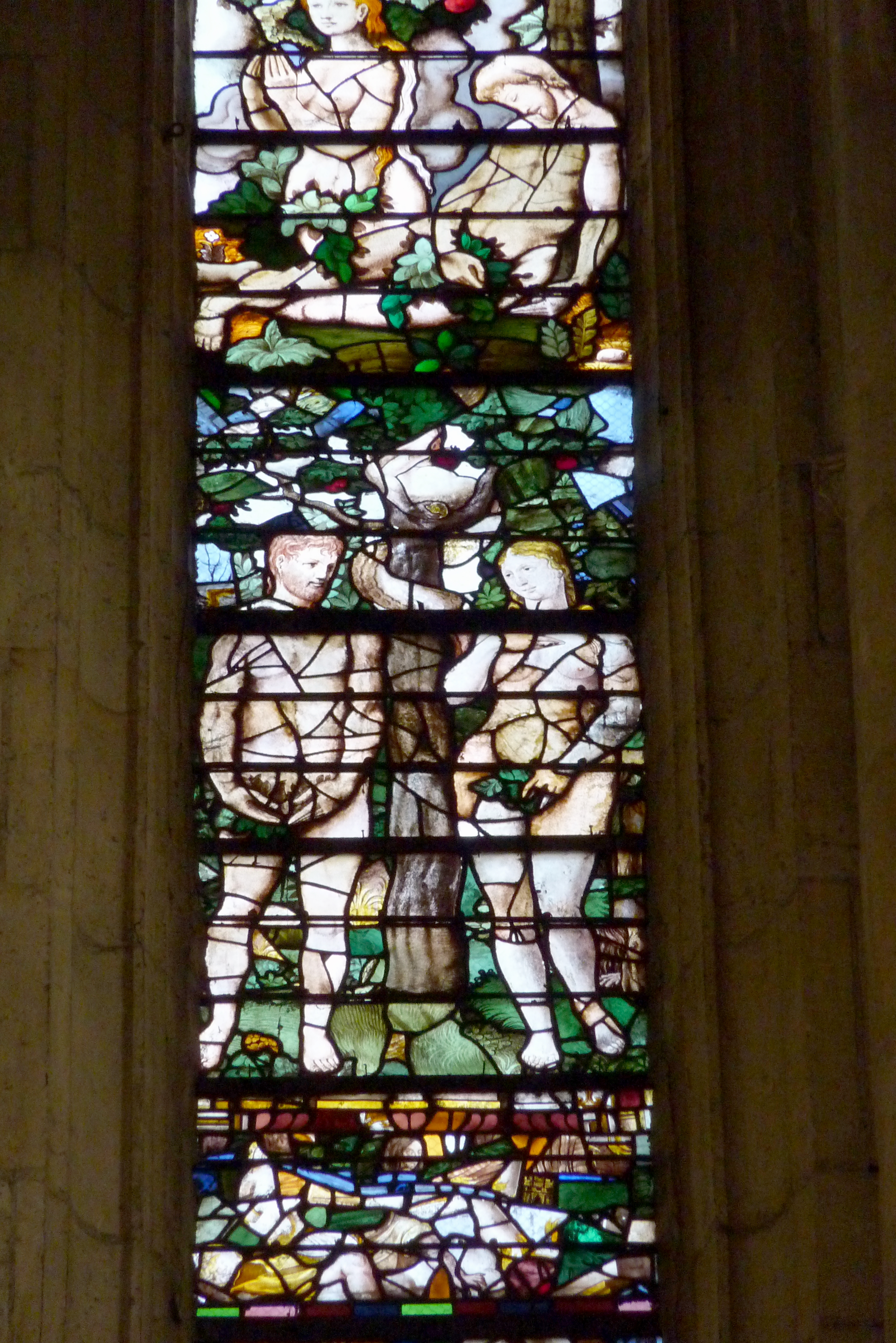
Adam und Eva
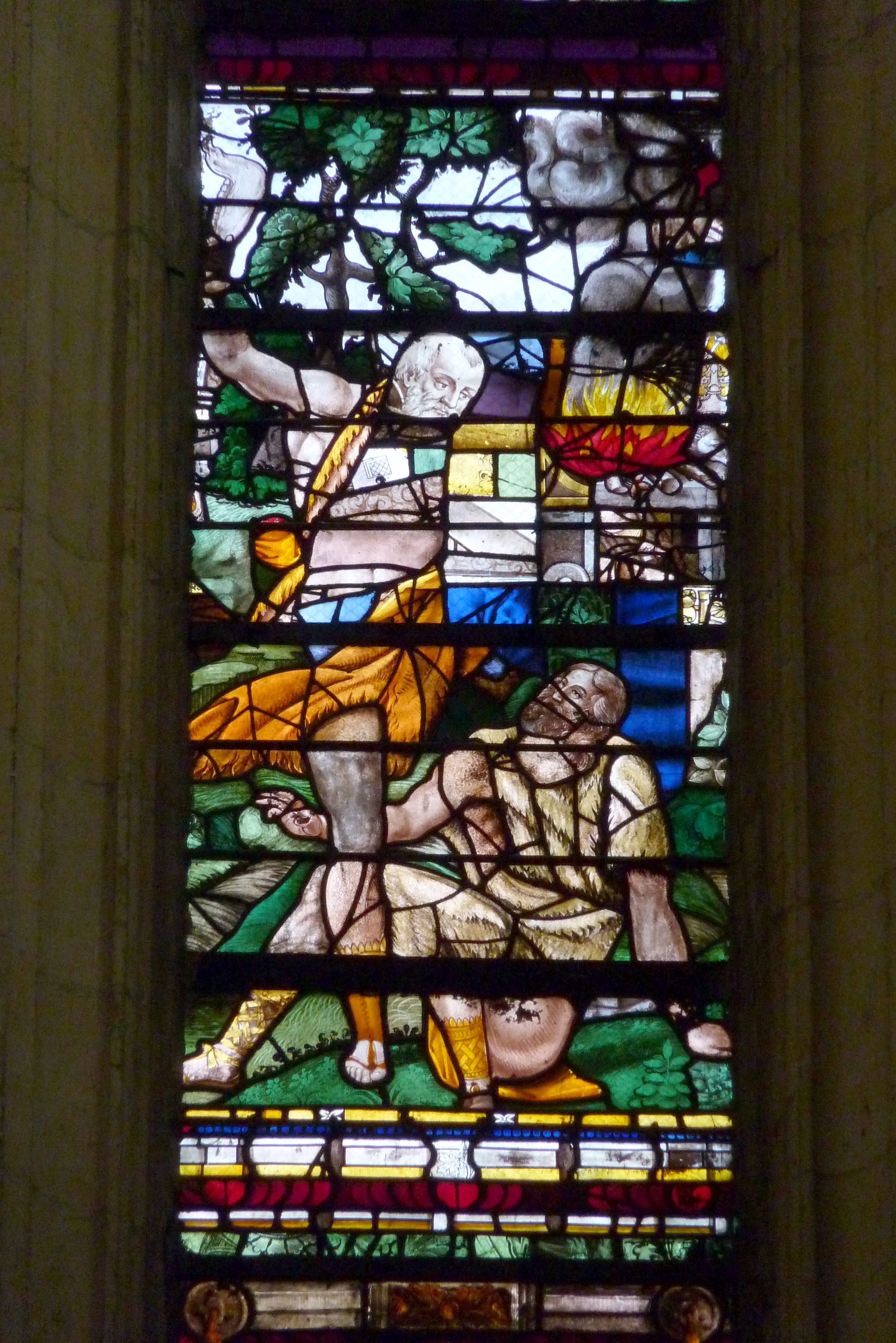
Kain erschlägt seinen Bruder Abel
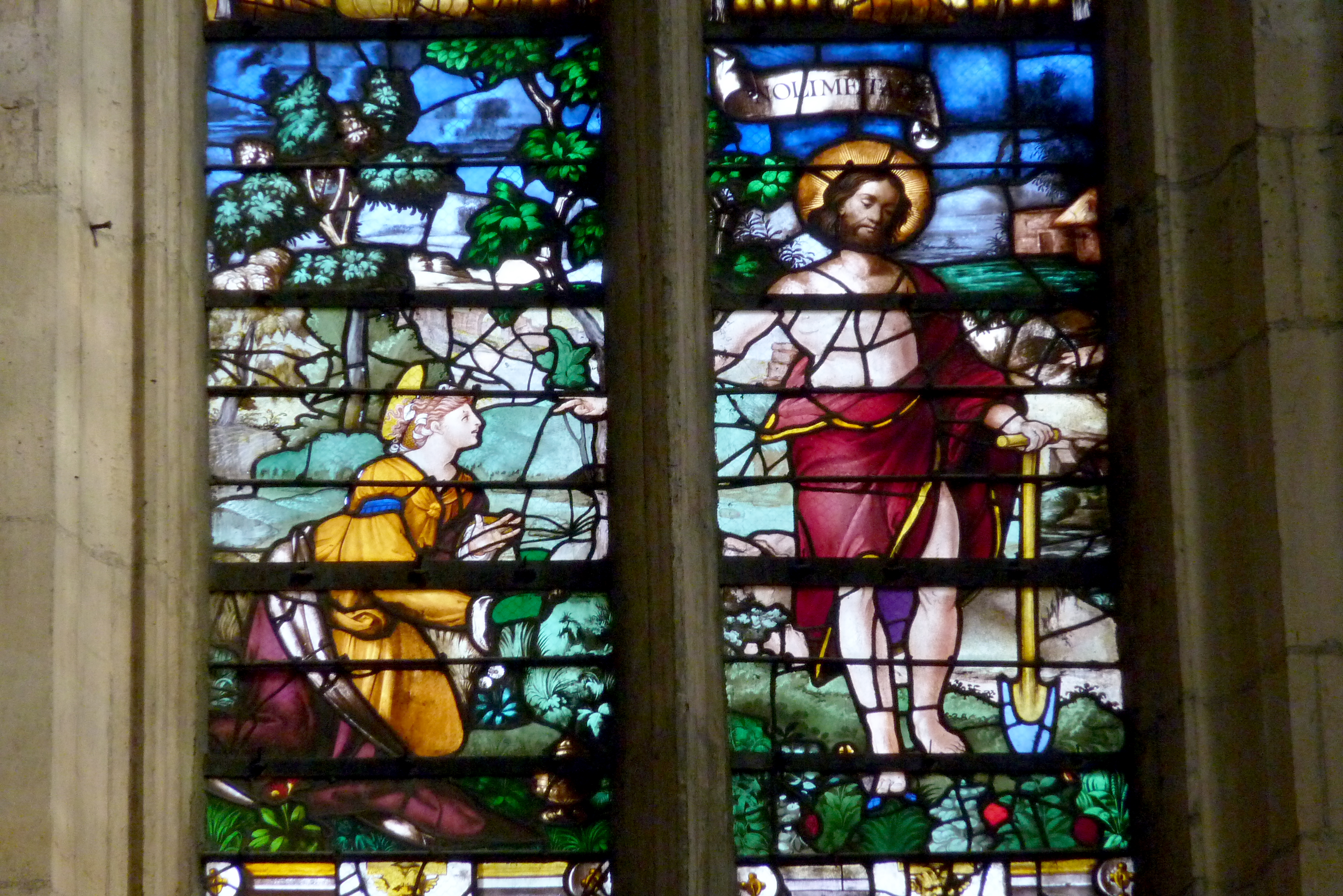
Noli me tangere

- Fenster 3

Auf der linken Seite des Fensters ist der Erzengel Michael dargestellt, mit einem Schwert in der Hand und mit Rüstung bekleidet, zu seinen Füßen liegt der besiegte Luzifer. Auf der rechten Seite sieht man den heiligen Nikolaus von Myra und im Hintergrund die von ihm geretteten Scholaren aus dem Salzfass steigen.
- Fenster 13

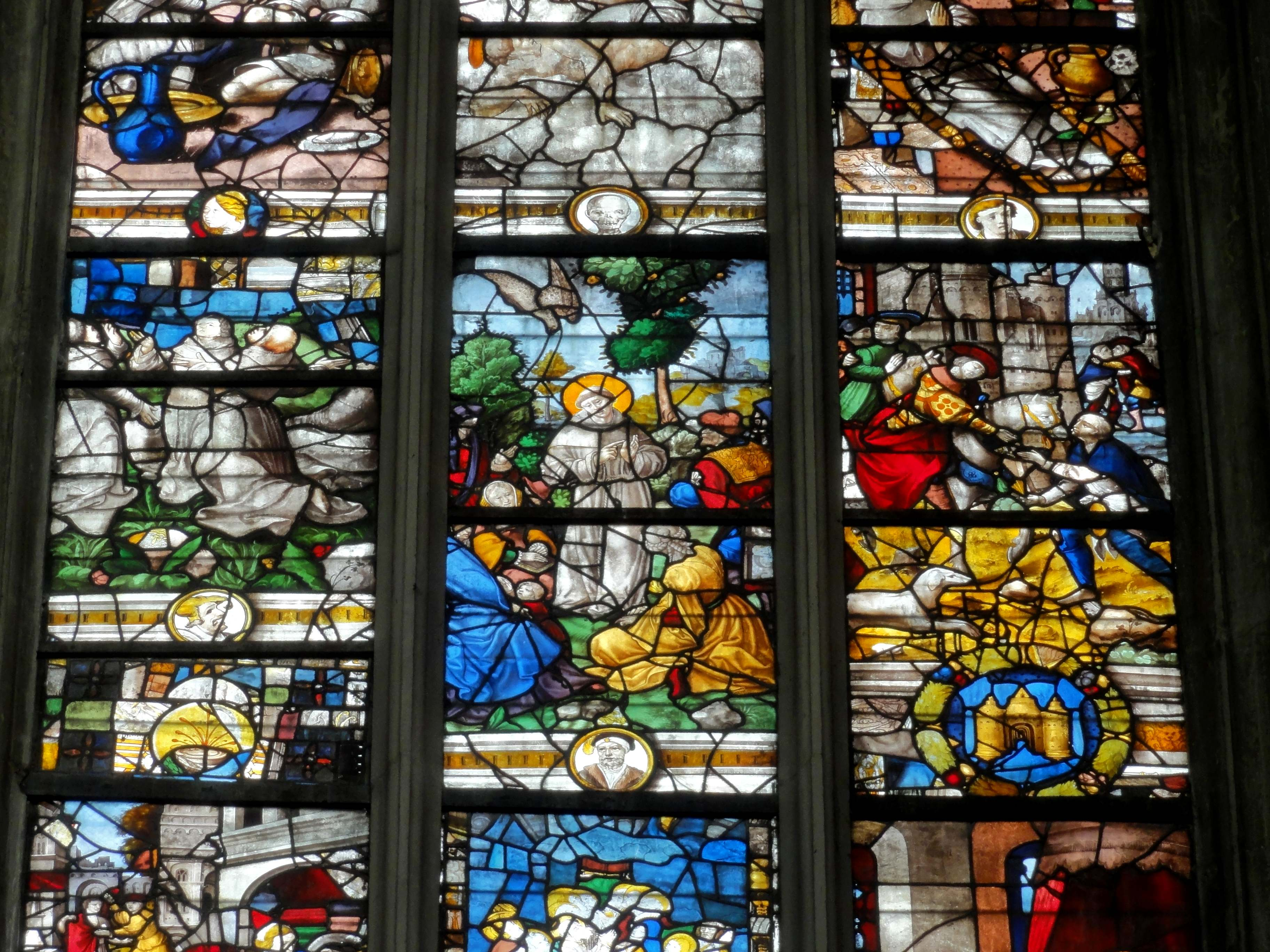
Franziskusfenster

Das Fenster mit Szenen aus dem Leben des heiligen Lupus, der von 609 bis 623 Bischof von Sens war, ist mit einer Inschrift versehen. Daraus geht hervor, dass das Fenster im Jahr 1527 von der Lupus-Bruderschaft, der die Metzger angehörten, gestiftet wurde. Auf den beiden kleinen oberen Scheiben im Maßwerk sind Schlachtermesser dargestellt. Am rechten äußeren Rand des Fensters ist das Schloss von Melun zu erkennen. Im unteren Teil wurde um 1900 eine Liste der Pfarrer von Saint-Aspais hinzugefügt.

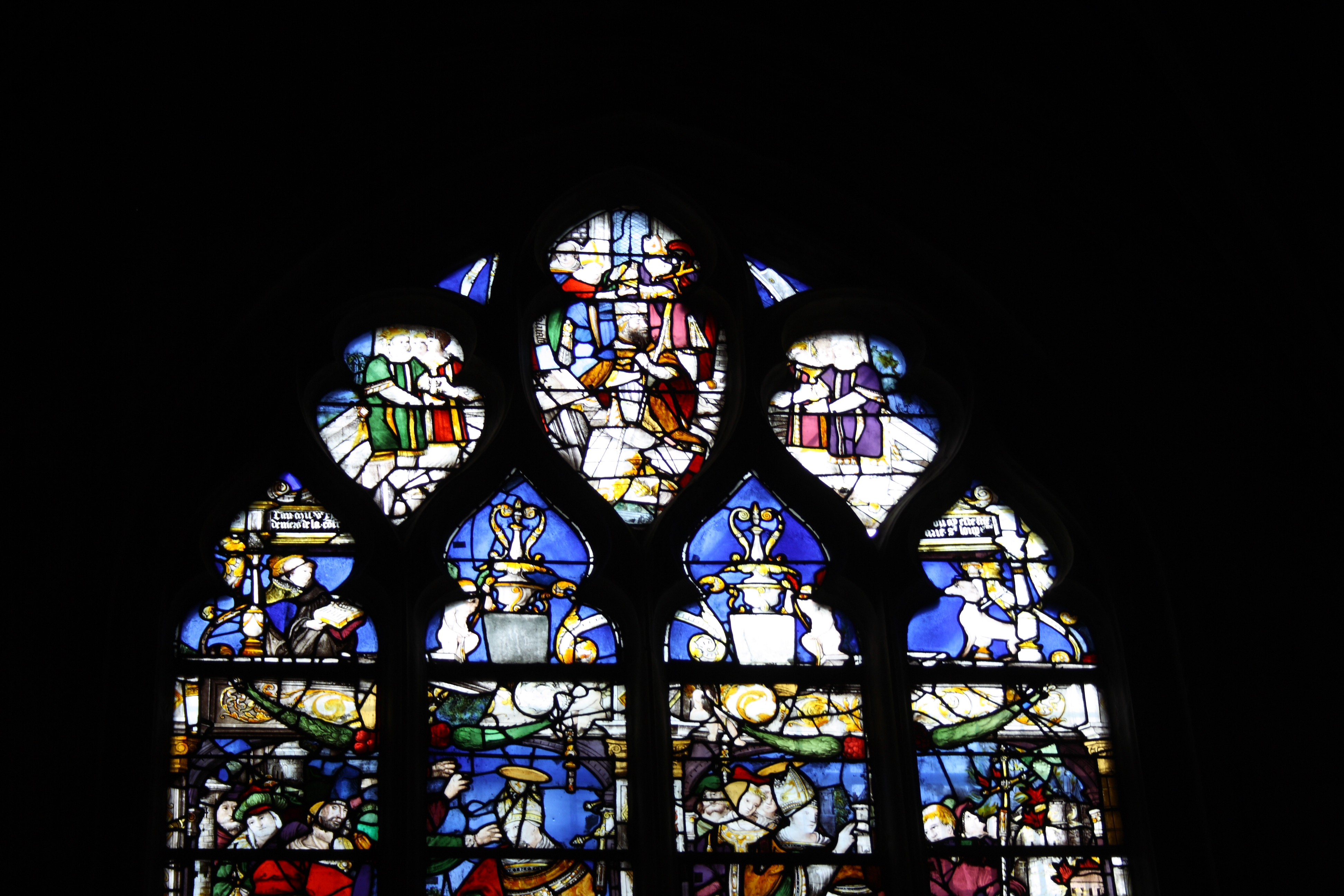
Maßwerk
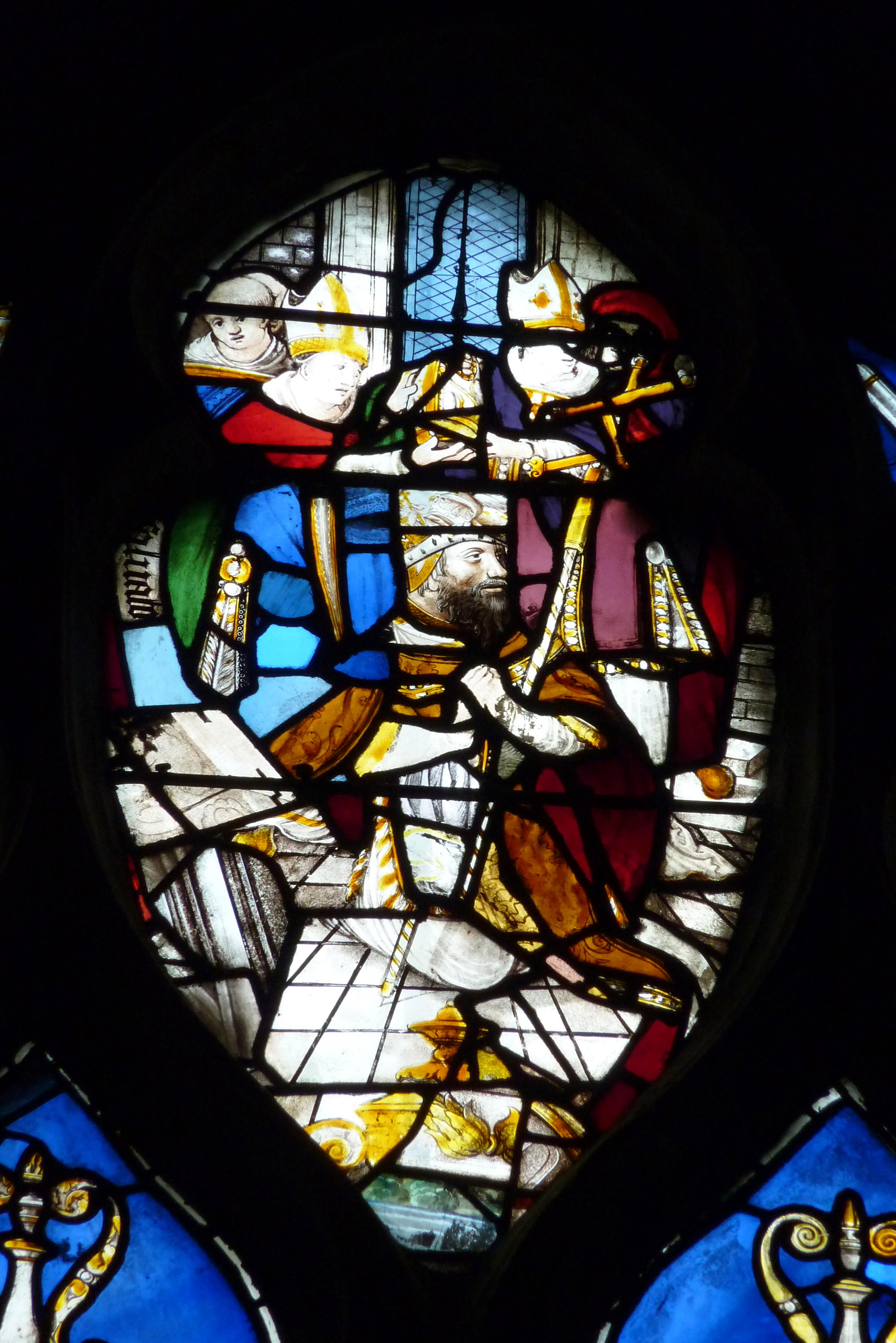
Heiliger Lupus
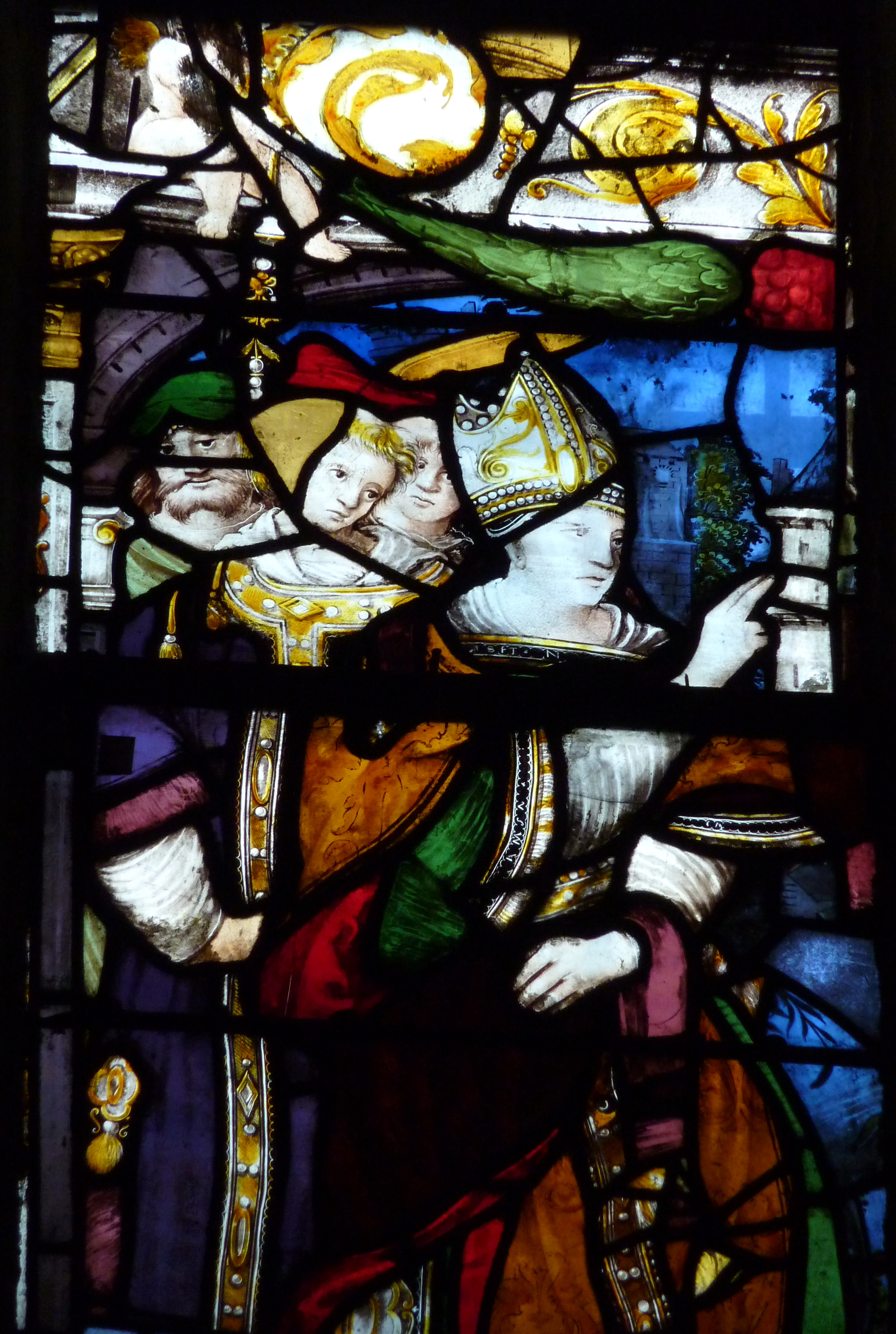
Heiliger Lupus
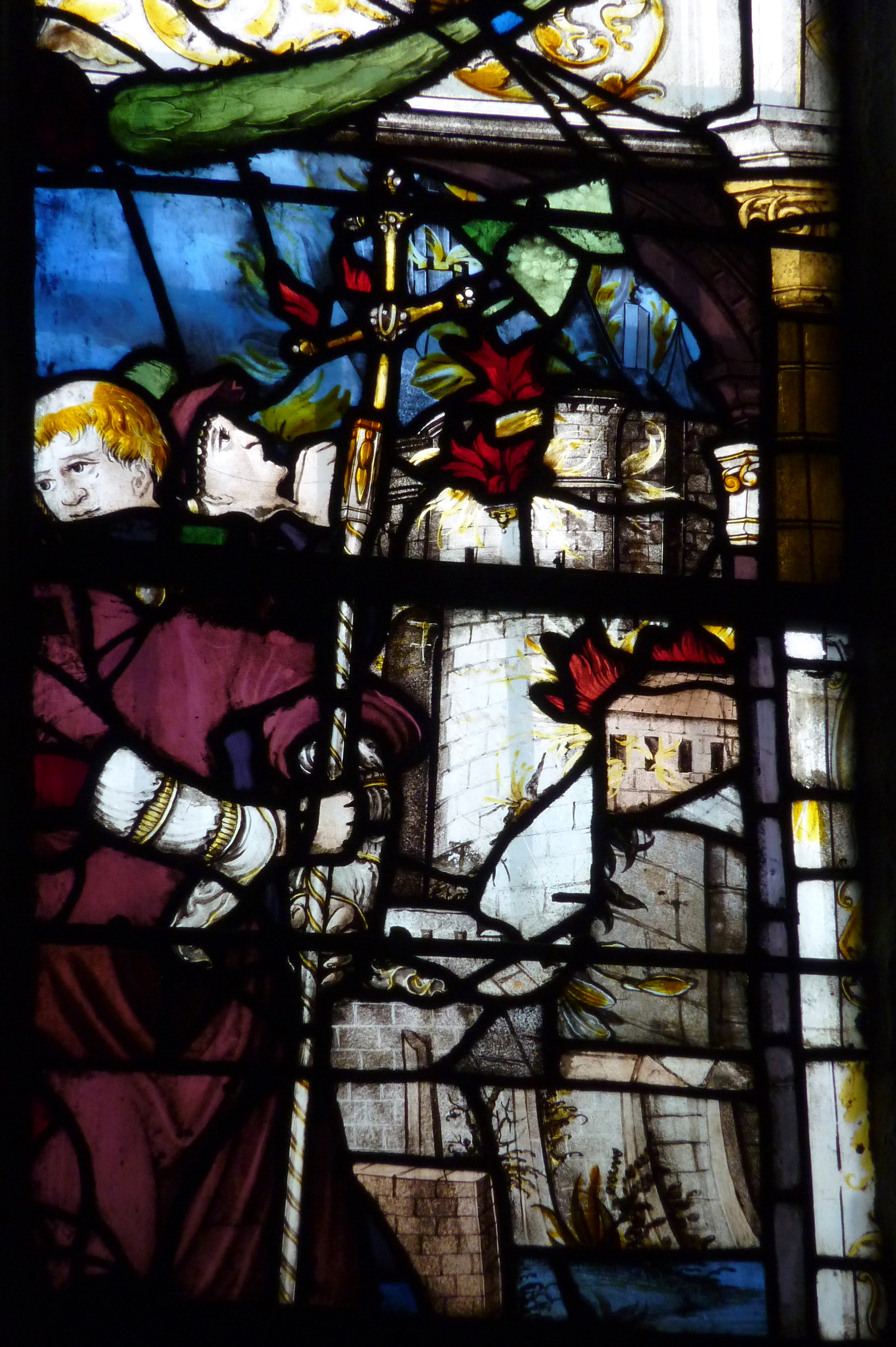
Schloss von Melun

- Fenster 101

Das Fenster mit Szenen aus dem Leben des heiligen Franz von Assisi ist durch eine Schenkungsurkunde aus dem Jahr 1530 datiert.
- Fenster 103

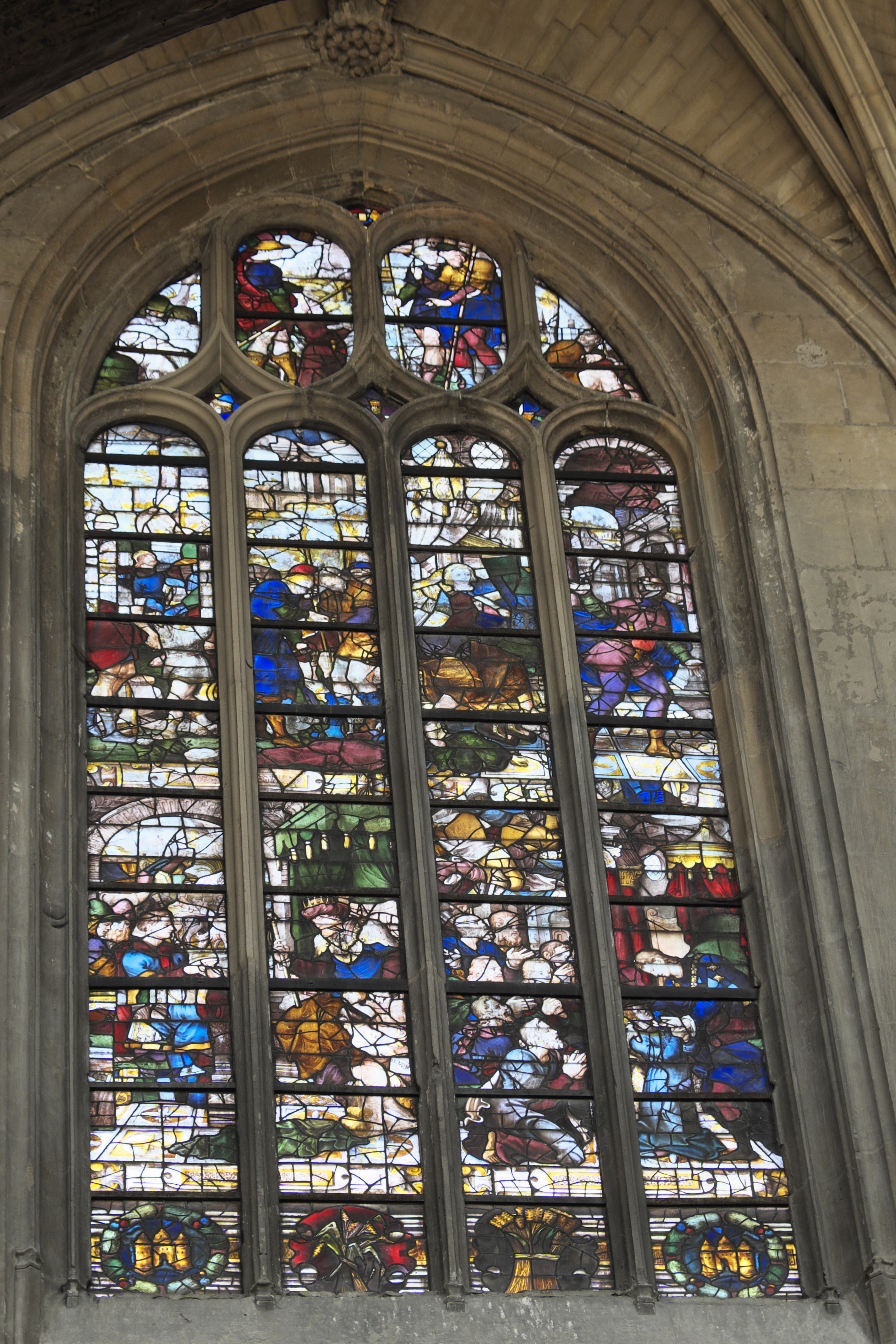
Geschichte Josefs

Auf dem Fenster mit der Geschichte Josefs sind die Episoden zu erkennen: Josef wird von seinen Brüdern verkauft, Josef flüchtet vor Potifars Frau, Josef erscheint vor dem Pharao, Josef gibt sich seinen Brüdern zu erkennen. Das Fenster wird in die Mitte des 16. Jahrhunderts datiert. Es wurde entweder von Jean Chastellain oder seinem Nachfolger Nicolas Beaurain geschaffen, von dem es ein ähnliches Fenster in der Kirche Saint-Merry in Paris gibt. Die Szene, in der Josef vor den Nachstellungen der Gemahlin Potifars flüchtet, hat als Vorlage einen Stich von Marcantonio Raimondi nach einem Gemälde von Raffael.
- Fenster an der Westfassade

Die beiden Fenster an der Westfassade wurden aus älteren Fragmenten zusammengesetzt. Auf der rechten Lanzette des rechten Fensters ist die Verkündigungsszene zu erkennen, links vielleicht die Auferstehung Christi.

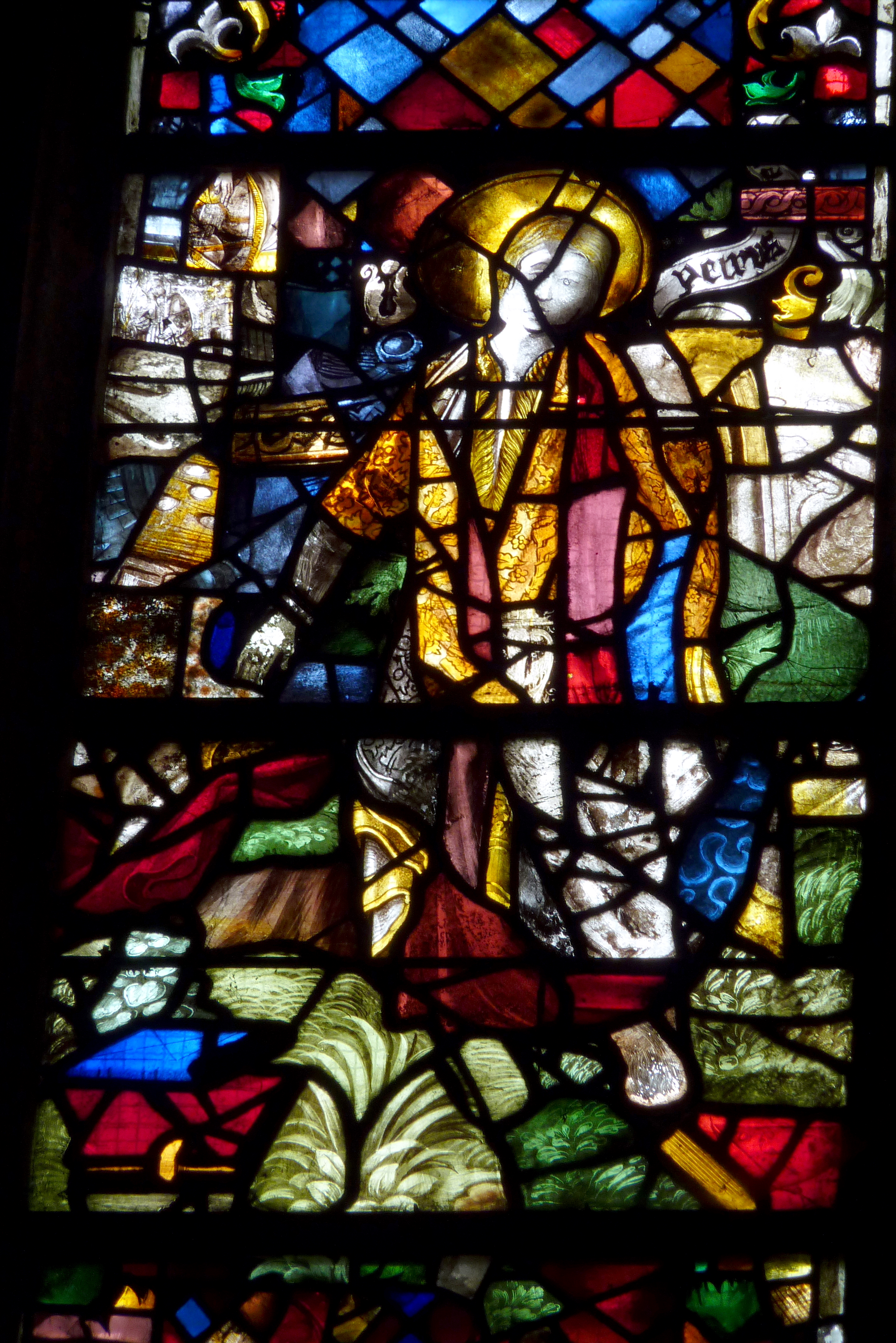
Auferstehung Christi
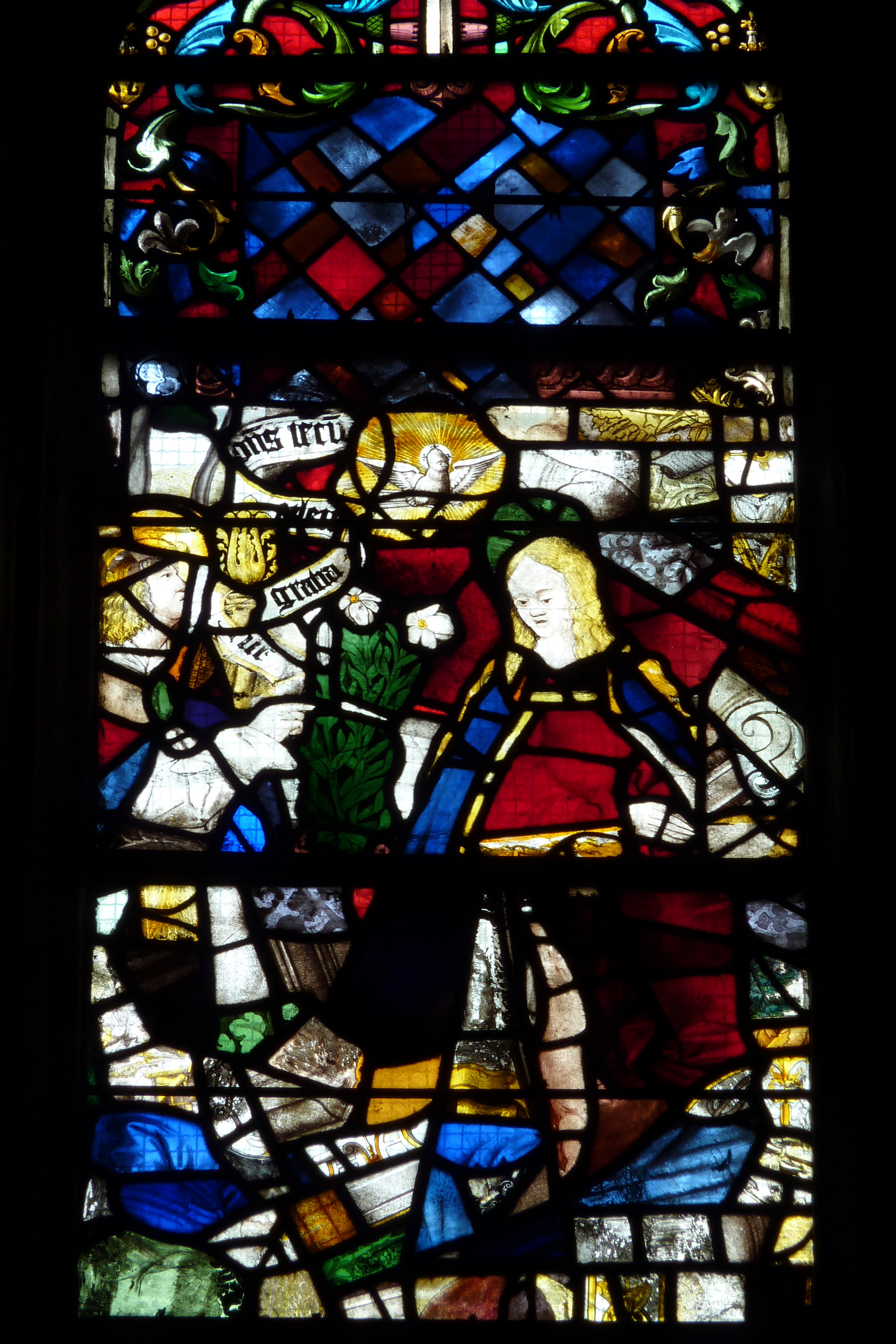
Verkündigung

## Ausstattung

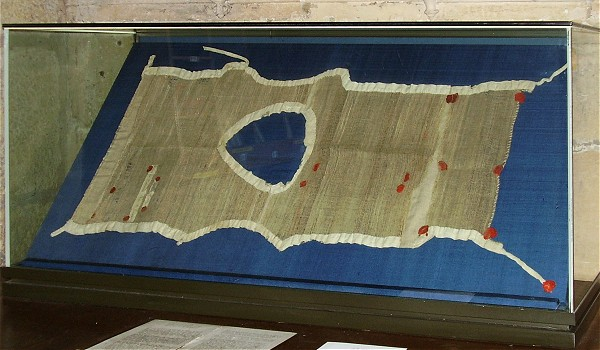
Büßerhemd Ludwigs des Heiligen

- In einer Vitrine wird das Büßerhemd (Cilicium) des französischen Königs Ludwig des Heiligen aus dem 13. Jahrhundert aufbewahrt.[10]
- Im nördlichen Seitenschiff sind zwei Altäre im Stil der Flamboyant-Gotik erhalten. Ihre mit Fialen, Kreuzblumen und Krabben verzierten Baldachine reichen fast bis zum Gewölbe. Die Figuren in den Nischen stammen aus neuerer Zeit.[11]
- Auf sechs ovalen Medaillons aus weißem und rotem Marmor sind Büsten als Relief eingraviert. Die Apostel Paulus (mit Schwert), Philippus (mit Kreuz) und Simon (mit Säge) sind an ihren Attributen zu erkennen. Die Marmortafeln wurden zwischen 1678 und 1698 von den Bildhauern Jacquot de Tillest und C. Alexandre geschaffen.[12]
- Das Taufbecken aus rotem Marmor wurde 1753 aufgestellt.[13]